# مارس 2
كان المسبار مارس 2 (بالإنجليزية: Mars 2)‏، و(بالروسية: Марс-2) أحد المسبارات في برنامج مارس (أي برنامج المريخ) للاتحاد السوفييتي في بداية الأعوام السبعينية من القرن الماضي.
وتتكون مركبتي الفضاء الغير مأهولتين من مركبتين متماثلتين، ويتكون كل منها من قمر صناعي وملحق به مسبار للهبوط على سطح المريخ . وهما أول مسباران يرسلهما الإنسان للنزول على كوكب المريخ . وقد أطلق كل منها بواسطة صاروخ من نوع بروتون كي الضخم وكان ذو مرحلة عليا من نوع بلوك ب Block D.
يوم الإقلاع :
- مارس 2 : 19 مايو 1971 الساعة 16:22 (توقيت عالمي منسق)
- الوزن الكلي بما فيه الوقود : 4650 كيلوجرام
- وزن القمر الصناعي : 3440 كيلوجرام
- مسبار الهبوط : 1210 كيلوجرام
- المقاييس : 1طول 1و4 متر، عرض 2 متر (العرض بما فيه الألواح الشمسية 9و5 متر )

## القمر الصناعي
كان المحرك الصاروخي مصمما بغرض وضع المركبة الفضائية في مدار حول المريخ 1.380 كيلومتر في 24.940 كيلومتر في شكل القطع الناقص ، وفي هذا المدار يُتم القمر الصناعي الدورة حول المريخ خلال 18 ساعة، وكانت درجة ميل المدار 9و48 درجة . (أي ميل مستوي المدار بالنسبة لمستوي دوران الأرض والمريخ حول الشمس .) وكانت الأجهزة العلمية التي تقوم بالقياسات تـُفتح قبل وصول القمر الصناعي لأقرب نقطة إلى المريخ بنصف ساعة لأخذ القياسات .
وكان الغرض من القمر الصناعي تصوير سطح المريخ والسحب التي قدلاتكون عليه . وتعيين درجة حرارة المريخ ودراسة تضاريسه، وتكوين وخواص السطح، وكذلك إجراء قياسات على جو المريخ وقياس الرياح الشمسية وقياس المجال المغناطيسي للمريخ . كذلك أن يكون القمر الصناعي همزة الوصل في الاتصال بين المسبار الذي سيهبط على سطح المريخ والأرض.
وقد قام المسبار مارس 2 بإرسال كمية هائلة من المعلومات إلى الأرض بين ديسمبر 1971 ومارس 1972 . وفوق ذلك فقد استمر الإرسال حتي أغسطس . وبتاريخ 22 أغسطس 1972 أذاع الاتحاد السوفييتي أن مارس 2 أنهى بعثته وأتم 362 دورة حول المريخ.
وقد أرسل القمر الصناعي والمسبار 60 صورة . وبيّنت الصور جبالا عالية بارتفاع 22 كيلومتر ، كما سجلا وجود الهيدروجين أحادي الذرة والأكسجين في الأجواء العليا . وتحتلف درجة الحرارة على المريخ بين -110 درجة مئوية و +13 ° مئوية. والضغط نحو6 ملليبار (أو 60 كيلوباسكال ) . وأما بخار الماء على المريخ فيبلغ 1/5000 من نسبته على الأرض . ووجدت أعاصير تحمل الغبار إلى ارتفاع 7 كيلومتر في الجو. كذلك أتاحت القياسات إمكانية معرفة الجاذبية والمجال المغناطيسي للمريخ.

## المسبار
احتوي مارس 2 على مركبة صغيرة للمريخ يبلغ وزنها 5و4 كيلوجرام وتسمي مارس روفر Mars rover وهي تتحرك على زحافات تساعدها على الحركة على سطح المريخ، وتتصل بمسبار الهبوط بكبل طوله 15 متر . وكانت المركبة تحمل جهازا لقياس عمق الرمال وجهازا لقياس كمية الإشعاع.
وكان من المفروض أن ذراعا آليا يقوم بحمل المركبة من على المسبار ويضعه على سطح المريخ بحيث يتحرك في المساحة أمام الكاميرا التلفزيونية وأن يتوقف كل 5و1 متر لأخذ القياسات .
وبسبب عطل أصاب المسبار فلم تقم المركبة الصغيرة بالعمل المخطط لها .

## معرض صور

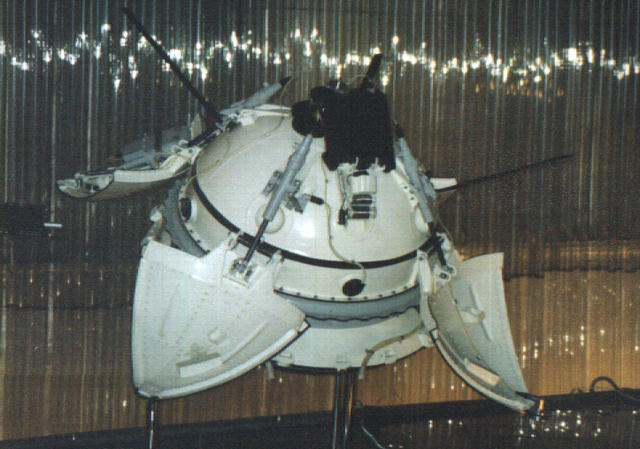
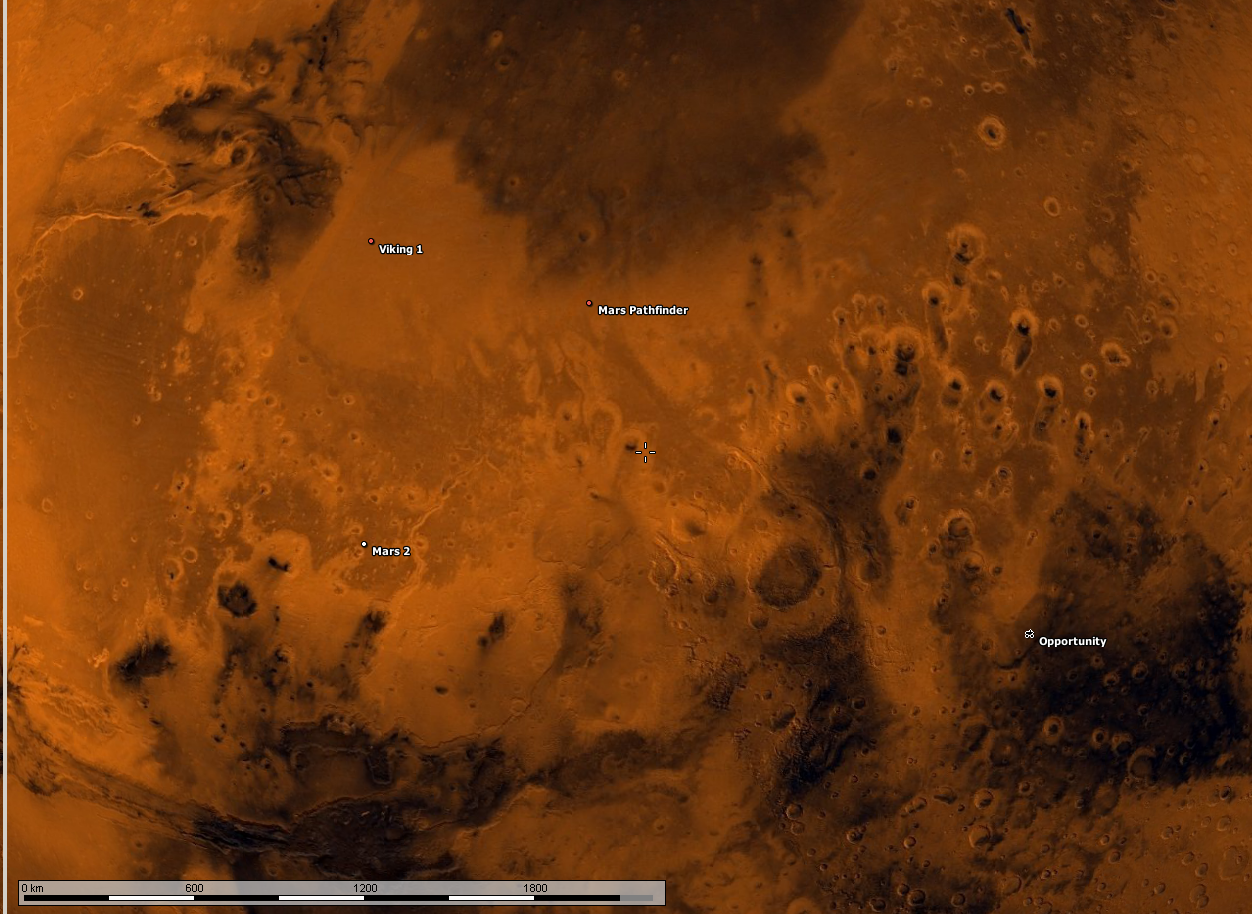
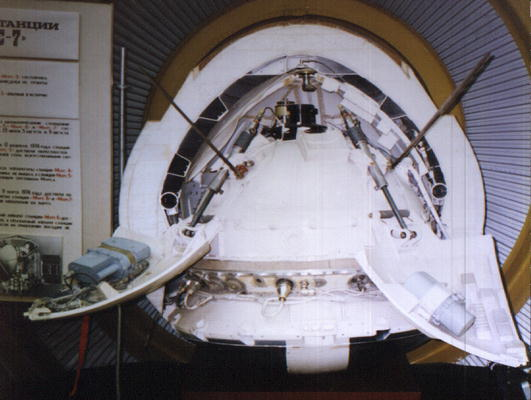

## وصلة خارجية
صورة لمركبة المريخ